# Krak des Chevaliers
Krak des Chevaliers (arabsko قلعة الحصن, Qalaat al-Hosn) oziroma »viteški grad«, med Arabci znan tudi kot Ḥiṣn al-Akrād (حصن الأكرا, kurdska utrdba), je najbolje ohranjeni križarski grad na celotnem Bližnjem vzhodu. Nahaja se v zahodnem delu Sirije, nedaleč od meje z Libanonom, okoli 65 km vzhodno od Tartusa in okoli 50 km zahodno od Homsa. Nedaleč od gradu je tudi samostan svetega Jurija.
Prvotno manjšo utrdbo na strateško pomembnem mestu je dal leta 1031 zgraditi homški emir in v njem nastanil kurdsko garnizijo. Po Kurdih je vojaška utrdba tudi ime Hisn al-Akrad (kurdski utrdba), od koder izhaja tudi beseda »krak«. Do leta 1097, ko so Sirijo dosegli prvi križarji, je bil že zapuščen. Ob križarskem napredovanju so se vanj zatekli okoliški prebivalci, ki so slišali grozljive zgodbe o pokolu v Marat al-Numanu. Zaradi tam uskladiščenih zalog hrane so ga križarji pod poveljstvom Raymonda de St. Gillesa pričeli oblegati. Begunci so kmalu spoznali, da nimajo možnosti za dolgotrajen upor, zato so se neke noči neopazno izmuznili iz gradu. Križarji so kmalu zatem nadaljevali pohod proti Jeruzalemu in grad je ponovno zasedel homški emir. Leta 1110 ga je osvojil antiohijski regent Tankred in ga priključil tripolijski grofiji. Leta 1144 ga je tripolijski grof Rajmond II. izročil križarskemu redu svetega Janeza (kasnejšim malteškim vitezom), ki so nujno potrebovali logistično bazo za svoje delovanje po Bližnjem vzhodu. Nuredin (kasnejši alepski emir) ga je poskušal zasesti leta 1163, vendar se je moral umakniti po posredovanju združenih enot iz Antiohije in Tripolija. Sedem let zatem so se križarji tega sedaj že bogatega reda lotili obsežnega projekta razširitve in dodatne utrditve gradu, ki je v več fazah trajala celo stoletje. Ko se je Saladin leta 1188 vračal z zmagovite bitke pri Hatinu (za Jeruzalemsko kraljestvo), ga je tudi sam želel zasesti. Njegovi možje so celo uspeli ujeti grajskega oskrbnika in mu naročili, naj branilce pozove k predaji. Oskrbnik jih je pred grajskim vhodom v arabščini res pozval k predaji, v francoščini pa jim je rekel, naj grad branijo do zadnjega moža. Saladin je kmalu opustil misel na obleganje in se raje posvetil lažje osvoljivim ciljem v regiji (Tartus, Latakija, Saladinov grad itd.). 
Leta 1271 so muslimanski Mameluki pod poveljstvom sultana Bajbarsa po enomesečnem obleganju uspeli prebiti le zunanje stene gradu, notranji del pa je še vedno ostal nerešljiva uganka. Zato so se Mameluki poslužili pretkane prevare. Ponaredili so pismo viteškega velikega mojstra iz Tripolija, naj branilci grad predajo, Bajbars pa jim bo omogočil varen umik v Tripoli, od koder bodo za vedno zapustili Bližnji vzhod, kar je seveda bila laž. Branilci so 8. aprila res predali grad, čeprav bi kljub zdesetkanosti (v gradu s kapaciteto okoli 2000 vojakov je ostalo le okoli 200 branilcev) lahko zdržali še mesece obleganja.
Mameluki so osvojeni grad še dodatno utrdili in ga uporabljali kot oporišče proti Tripoliju. S koncem križarskih odprav je izgubil vojaški pomen. Po mameluškem napadu na Akre leta 1291 so ga zapustili in vanj so se naselili kmetje, ki so jih Francozi do leta 1934 izselili v vas Al-Qalaa pod gradom. Danes je grad v lasti države Sirije.
Z izjemo nekaj manjših obnovitvenih posegov v času francoskega preseljevanja kmetov je grad do danes večinoma ohranil izgled iz 12. in 13. stoletja. Grad se sestoji iz dveh delov. Zunanji del predstavlja do 30 m debel obrambni zid s 13 stolpi. V vzhodnem delu zunanjega dela so obsežni konjski hlevi. V bližini hlevov, ob jugovzhodnem vogalu, so zanimivi tudi ostanki kopališča iz arabskega obdobja, ki so danes že v ruševinah. Opazen del tega obzidja in nekaj stolpov so po osvojitvi v svojem slogu obnovili Mameluki.
Notranji in zunanji del gradu skoraj v celoti (z izjemo vzhodnega dela, kjer se oba dela gradu stikata) obkroža v skalo izklesani obrambni jarek, ki je služil tudi kot zbiralnik vode. Notranji (starejši) del se sestoji iz dvorišča, ki ga obkrožajo s štirikotnimi stebri podprta dvorana stebrov, grajska kapela, velike dvorane (vanjo se pride prek lože (portika), ki je z gotskimi elementi umetniško daleč najzanimivejši del celotnega gradu, dolge sobe, dveh skladišč in še neklaj stolpov, od katerih je najzanimevejši stolp kraljeve hčere na severnem delu. V ravnateljevem stolpu na jugozahodnem vogalu notranjega dela je bila rezidenca velikega mojstra.
Grad velja za enega redkih krajev, kjer se je ohranila križarska umetnost (v obliki fresk). Leta 1272 ga je med deveto križarsko vojno videl tudi angleški kralj Edvard I., ki ga je tako navdušil, da je po vrnitvi posnemal slog pri gradnji svojih gradov v Angliji in v Walesu. Lawrence Arabski je verjel, da je bil Krak des Chevaliers najveličastnejši križarski grad in »najbolj občudovanja vreden grad na svetu«.